# Schwetschkea usambarica
Schwetschkea usambarica är en bladmossart som beskrevs av Brotherus 1894. Schwetschkea usambarica ingår i släktet Schwetschkea och familjen Leskeaceae. Inga underarter finns listade i Catalogue of Life.